# Lotta in Love
Lotta in Love war eine Telenovela im deutschen Fernsehen. Die Serie wurde in den Bavaria Studios in Grünwald von der Rat Pack Filmproduktion produziert.

## Handlung
Carlotta „Lotta“ Wiesner ist die Tochter eines Wäschereibesitzers in München. In der Pilotfolge gewinnt sie zwei Backstage-Karten für ein Konzert der Pop-Sängerin Alex Weidenstein. Dort probiert sie zum Spaß deren Kostüm aus. Sie wird von allen mit Alex verwechselt und auf die Bühne geschickt. Dort wird sie von dem Gitarristen Michael, dem Freund von Alex, geküsst.
Aufgrund eines Schwächeanfalls Alex’ und der verblüffenden Ähnlichkeit zu ihr, wird Lotta engagiert, sie zu doublen. Sie nimmt dieses Angebot an, da sie sich in Michael verliebt hat. Im Laufe der Serie gewinnt Lotta stetig an Selbstbewusstsein und entwickelt Interesse an der Musikbranche, nachdem die Doubelei öffentlich aufgeflogen war. Schließlich findet sie heraus, dass sie und Alex Zwillingsschwestern sind. Mit Hilfe ihrer Schwester überwindet Lotta ihr Lampenfieber, wird eine erfolgreiche Sängerin und kommt mit Michael zusammen.

## Hintergrund
- Ursprünglich sollte Lotta von der Schauspielerin und Sängerin Anna (die das Titellied Desert Rose zum Film Das Jesus Video beisteuerte) gespielt werden. Der Sender entschied sich jedoch in letzter Sekunde für die eher unerfahrene Janin Reinhardt, die durch ihre Bekanntheit Publikum anziehen sollte.
- Als Cross-Promotion für die neue Telenovela hatte die Serienfigur Alex in der Woche vor dem Serienstart über drei Folgen der Telenovela Verliebt in Berlin des Partnersenders Sat.1 hinweg einen Crossover-Auftritt: Sie lässt sich bei „Kerima Moda“ einen Mantel als Bühnenoutfit anfertigen. Dieser Mantel spielt eine zentrale Rolle in den ersten Folgen von Lotta in Love, und die fiktive Marke „Kerima Moda“ wird mehrfach erwähnt (offensichtlich um die Fans von Verliebt in Berlin anzusprechen).
- Der damalige ProSieben-Chef Andreas Bartel bezeichnete es als eine „Soap mit Premium-Optik“.[2] Janin Reinhardt würde auf den ersten Blick ProSieben „verkörpern“ und hätte das „Potenzial dazu, ein wichtiges Gesicht des Senders zu werden“.[3]
- Zusätzlich wurde ein 160 Seiten umfassendes Romanmagazin veröffentlicht. Ergänzt wurde der Roman durch Hintergrundinformationen zur Serie, Musikthemen und Beauty-Tipps.[4]

## Besetzung
| Schauspieler         | Rollenname(n)                | Folgen       | Bemerkungen                                                                                      |
| -------------------- | ---------------------------- | ------------ | ------------------------------------------------------------------------------------------------ |
| Janin Reinhardt      | Carlotta „Lotta“ Wiesner     | 1–130        | Protagonistin Double für Alex Zwillingsschwester von Alex                                        |
| Janin Reinhardt      | Alexandra „Alex“ Weidenstein | 1–130        | Popstar Zwillingsschwester von Lotta                                                             |
| Nils Brunkhorst      | Michael Stern                | 1–130        | Gitarrist und Songwriter der Band Ex-Freund von Alex                                             |
| İlknur Boyraz        | Tabatha Leonrod              | 1–130        | Sekretärin von Firework Records                                                                  |
| Ignazio Caporrimo    | Norbert „Ninja“ Tauber       | 1–130        | Keyboarder der Band                                                                              |
| Susanne Czepl        | Simone Wiesner               | 1–130        | Wäschereibesitzerin Mutter von Lotta                                                             |
| Raphaela Dell        | Olivia Weidenstein           | 1–130        | Managerin von Alex Mutter von Alex                                                               |
| Markus H. Eberhard   | Laurenz Frobisch             | 1–130        | Kostümbildner und Visagist                                                                       |
| Katrin Filzen        | Anna Hansen                  | 1–130        | Beste Freundin von Lotta                                                                         |
| Sascha Heymans       | Vincent „Vince“ Jürgens      | 1–130        | Bassist der Band                                                                                 |
| Stefan Lehnen        | Hendrik Metzler              | 1–130        | Soundmann der Band                                                                               |
| Michael Schiller     | Klaus Herbolz                | 1–130        | Geschäftsführer von Firework Records Sohn von Achim                                              |
| Michael Schwarzmaier | Joachim „Achim“ Herbolz      | 1–130        | Senior-Chef von Firework Records Vater von Klaus                                                 |
| Laura Schneider      | Kaye Ballard                 | 1–95 130     | Gastauftritt: August 2007 (Folge 130) Background-Sängerin der Band Wandert nach London aus       |
| Sven Kramer          | Fred Thielmann               | 1–12         | Schlagzeuger der Band Steigt wegen Drogenproblemen aus der Band aus                              |
| Veronika von Quast   | Leonie Jürgens               | 2–130        | Bar-Betreiberin Mutter von Vince                                                                 |
| Henner Quest         | Max Wiesner                  | 2–130        | Wäschereibesitzer Vater von Lotta                                                                |
| Ben Wolter           | Sven Zimmer                  | 2–130        | Freund (ab Folge 120 Ex-Freund) von Anna                                                         |
| Sabine Flack         | Stefanie „Stix“ Dombrowski † | 18–89        | Schlagzeugerin der Band Verunglückt nach einem Streit mit Klaus schwer und stirbt im Krankenhaus |
| Nadine Arents        | Jessica „Jessie“ Sanders     | 28–34 64–130 | Pause von Mai bis Juni 2006 Sekretärs-Assistentin von Firework Records                           |
| Rhon Diels           | Leander                      | 90–130       | Manager von Lotta Ex-Freund von Alex                                                             |

### Nebenrollen
- Anna Lena Class
- Mehmed Suko
- Diego Wallraff
- Hermann Gremliza
- Tokessa Martinius

### Gastrollen
- Bruce Darnell
- Patrick Nuo
- Florian Odendahl

## Ausstrahlung und Einschaltquoten
Die Serie wurde am 27. März 2006 um 18:00 Uhr auf ProSieben erstausgestrahlt. Die Serie übernahm beim Start den ersten von zwei aufeinanderfolgenden Sendeplätzen zwischen 18 Uhr und 19 Uhr, auf denen zuvor seit langem die alten Folgen der US-amerikanischen Zeichentrickserie Die Simpsons ausgestrahlt wurden. Dies führte im Vorfeld unter der großen Fangemeinde dieser Serie zu zahlreichen Protesten im Internet.
Bereits in der ersten Woche verlor die Serie über 32 Prozent ihrer Zuschauer. Die Wiederholung der Vortagsfolge wurde um 10:30 Uhr gesendet.
Eine unvollständige Auflistung gemessener Einschaltquoten und Marktanteile veranschaulicht folgende Tabelle:
| Datum                               | Zuschauer | Zuschauer       | Marktanteil | Marktanteil     | Quellen       |
| Datum                               | Gesamt    | 14 bis 49 Jahre | Marktanteil | Marktanteil     | Quellen       |
| Datum                               | Gesamt    | 14 bis 49 Jahre | Gesamt      | 14 bis 49 Jahre | Quellen       |
| ----------------------------------- | --------- | --------------- | ----------- | --------------- | ------------- |
| 27. März 2006                       | 0,98 Mio. | –               | 5,6 %       | 12,7 %          | [ 5 ]         |
| 28. März 2006                       | 0,91 Mio. | 0,71 Mio.       | 5,1 %       | 11,0 %          | [ 8 ]         |
| 29. März 2006                       | 0,83 Mio. | –               | –           | 10,3 %          | [ 9 ]         |
| 30. März 2006                       | 0,74 Mio. | –               | –           | 9,7 %           | [ 9 ]         |
| 31. März 2006                       | 0,69 Mio. | –               | –           | 9,3 %           | [ 9 ]         |
| 15. Mai 2006                        | 0,73 Mio. | –               | 5,3 %       | 11,7 %          | [ 10 ] [ 11 ] |
| 16. Mai 2006                        | 0,54 Mio. | –               | 3,6 %       | 7,5 %           | [ 11 ]        |
| 9. Juni 2006                        | 0,23 Mio. | –               | –           | 2,0 %           | [ 12 ]        |
| 11. Juli 2006 (letzte Folge 18 Uhr) | 0,70 Mio. | 0,50 Mio.       | 5,0 %       | 11,3 %          | [ 13 ]        |

Bereits im April 2006 wurde die sonntäglichen Wiederholungen aufgrund miserabler Einschaltquoten auf 7 Uhr verlegt. Den höchsten Wert seit Serienstart konnte die Folge vom 15. Mai 2006 vorweisen, in welcher Bruce Darnell einen Gastauftritt hatte. Im Mai 2006 wurde aufgrund der miserablen Einschaltquoten das Konzept geändert und versucht, die Hauptfigur Lotta „frecher“ zu gestalten.
Die Sendung erzeugte durch ein schwaches Lead-In und Zuschauerverweigerung auch in nachfolgenden Sendungen schwächere Quoten, wodurch Die Simpsons zeitweise nur noch einstellige Einschaltquoten erreichen konnte. Ab Juni 2006 wurden die sonntäglichen Wiederholungen aus dem Programm gestrichen.
Ab Ende Juni 2006 stieg Nadine Arents in die Serie ein und präsentierte eine Figur, die vor allem männliche Zuschauer locken sollte. Diese Rolle wurde als „intrigante Femme Fatale, die nur eine Richtung kennt: ganz nach oben! Dafür sei ihr kein Lippenstift zu rot, keine Bluse zu eng und kein Rock zu mini“ entworfen, so ProSieben in der Beschreibung. Der Sänger Patrick Nuo spielte, ebenfalls ab Ende Juni 2006, einen Gesangslehrer. Auch dieser Versuch mehr Zuschauer zu generieren, brachte nur kurzzeitig Besserung, sodass Drehbücher mehrmals geändert wurden.
Da die Quoten der Serie dennoch hinter den Erwartungen des Senders zurückblieben, wurde die Sendung aus dem Abendprogramm gestrichen. Vom 16. Juli 2006 bis zum 10. September 2006 wurde sie jeweils in Doppelfolgen sonntagvormittags und ohne feste Sendezeit ausgestrahlt. Seit dem 17. September 2006 dann auf demselben Sendeplatz, aber nur noch in Einzelfolgen und seit Anfang 2007 nur noch unregelmäßig wöchentlich oder 14-täglich.
Die Serie wurde stark gekürzt: Statt der geplanten 200 wurden letztlich nur 130 Folgen produziert. Die Ausstrahlung erfolgte zunächst Sonntagvormittag, letztlich wurde sie immer weiter in den frühen Morgen verschoben. Somit wurde die letzte Folge am 12. August 2007 um 05:50 Uhr ausgestrahlt. Diese verfolgten insgesamt 140.000 Zuschauer bei 10,2 Prozent Marktanteil. In der Gruppe der werberelevanten Zielgruppe waren es 100.000 Zuschauer (11,8 Prozent Marktanteil).
Nina Maag, Produzentin der Serie, gab im Juli 2006 an, dass die ersten zehn Folgen von Lotta in Love „ruhiger, kindlicher“ erzählt wurden und „gerade am Anfang das Tempo rausgenommen“ wurde. Zudem stand die Serie in direkter Konkurrenz zu Marienhof und Verbotene Liebe. Im Oktober 2008 äußerte sich Christian Becker, ebenfalls Produzent der Serie, zum Misserfolg von Lotta in Love: „Es war der falsche Zeitpunkt und der falsche Sender“. Der Branchendienst DWDL.de zählte die Serie zu den „größten TV-Flops des Jahres 2006“.
Ab dem 7. Juli 2009 wiederholte VIVA Lotta in Love; anfangs montags bis freitags um 20:00 Uhr. Ab dem 5. Oktober 2009 wurde die Serie werktags 16 Uhr ausgestrahlt. Mit der 99. Folge beendete der Musiksender am 20. November 2009 vorzeitig die Ausstrahlung der Telenovela. Ab Februar 2011 wiederholte Sixx die Serie.

## Regie
| Regisseur(in)    | Folgen                                    |
| ---------------- | ----------------------------------------- |
| Wolfgang Frank   | (6–10) (31–33) (56–60) (81–85) (106–110)  |
| Sabina Franke    | (16–20) (40–44) (66–70) (91–95) (116–120) |
| Jochen Müller    | (21–25) (45–49) (71–75) (96–100)          |
| Marc Tiedke      | (11–15) (34–39) (61–65) (86–90) (111–115) |
| Peter Zimmermann | (1–5) (26–30) (50–55) (76–80) (101–105)   |